# Ntawuntunze (vattendrag i Gitega)
Ntawuntunze är ett vattendrag i Burundi.   Det ligger i provinsen Gitega, i den centrala delen av landet, 70 km öster om huvudstaden Bujumbura.
Omgivningarna runt Ntawuntunze är en mosaik av jordbruksmark och naturlig växtlighet. Runt Ntawuntunze är det tätbefolkat, med 369 invånare per kvadratkilometer.